# ニュースフロント
『ニュースフロント』は、2004年3月29日から2005年3月25日までTBS系列で平日11:30 - 12:00（JST）に放送されていたニュース番組で、リアルタイム字幕放送を実施していた。

## 概要
2004年3月26日をもって、11:30からのJNNニュースを内包した95分番組『ベストタイム』が終了し、前半30分のニュース枠として本番組が、12:00からは『はぴひる!』となった。元々この時間帯は『JNNニュース1130』（ - 2000年4月）が放送されており、4年ぶりに独立した昼枠のニュース番組の復活となった。
全系列局が同時ネットするJNN協定の発動対象枠であるにもかかわらず、JNNネットワーク協議会が直接関与しないTBSテレビ単独の制作であったため「JNN」の冠が付かなかった。ただし、スポンサーの洋菓子舗ウエストのホームページでは『JNNニュースフロント』の表示があったため、TBSテレビの営業サイドでは「JNN」の冠を付けていたものと思われる。また、かつての『JNNニュース1130』同様に全国ニュース→ローカルニュース→全国ニュースといった構成でエンディングには気象予報士による全国天気が放送されていた。
2005年春の“TBSテレビ平日生ワイド大改編”により終了し、同年3月28日から10:50（一部地域は11:30） - 12:55（後に13:00までに拡大）に情報生ワイド番組『きょう発プラス!』がスタートし、『㊕情報とってもインサイト』と統合され、TBS（JNN）系列の昼枠ニュースは『ベストタイム』終了以来約1年ぶりに再度番組内に内包される形となった。

## 番組内容
- ヘッドライン、全国ニュース
- 経済情報
- ローカルニュース
- 天気予報、エンディング

## 出演者

### キャスター
- 小島慶子（当時TBSアナウンサー）
- 伊藤隆太（同上、『きょう発プラス!』内「JNNニュース」も続投）

### 天気予報
- 森朗（『きょう発プラス!』内「JNNニュース」も続投）

| TBSおよびJNN系列 平日昼のJNNニュース | TBSおよびJNN系列 平日昼のJNNニュース | TBSおよびJNN系列 平日昼のJNNニュース |
| 前番組                               | 番組名                               | 次番組                               |
| ------------------------------------ | ------------------------------------ | ------------------------------------ |
| ベストタイム・JNNニュース            | ニュースフロント                     | きょう発プラス!・JNNニュース         |